# 本堂親道
本堂 親道（ほんどう ちかみち、文化7年1月21日（1810年2月24日） - 明治12年（1879年）1月23日）は、江戸時代末期の交代寄合、常陸国志筑第9代領主。第8代領主・本堂親庸の子。通称は内蔵助。別名に親通。妻は松平頼説の娘。妹弟に清（堀金直室）、久（戸田直増室）、金沢義近（金沢義保養子）、本堂親明。子に本堂親久、千賀子（菅谷政悳室）、佐橋佳致（初名親彬、佐橋佳為養子）、高橋重清（高橋重薩養子）、森村瓢造（森村兵蔵養子）、朝子（坪内定保養女、松平鎌蔵室）、松子（堀直倫室）、和喜子（遠山景彰室）、伊東祐護（伊東祐養子）、都子（吉野義巻室）。
嘉永5年（1852年）に致仕し、子の親久が家督を継ぐ。墓所は、茨城県かすみがうら市の長興寺。